# سیارک ۱۵۱۳۶۲
سیارک ۱۵۱۳۶۲ (به انگلیسی: 151362 Chenkegong، نامگذاری:2002CP313) صد و پنجاه و یک هزار و سیصد و شصت و دومین سیارک کشف شده‌است که در ۱۱ فوریه ۲۰۰۲ کشف شد.